# Droit anglo-hindou
Pour un article plus général, voir Histoire du droit indien.

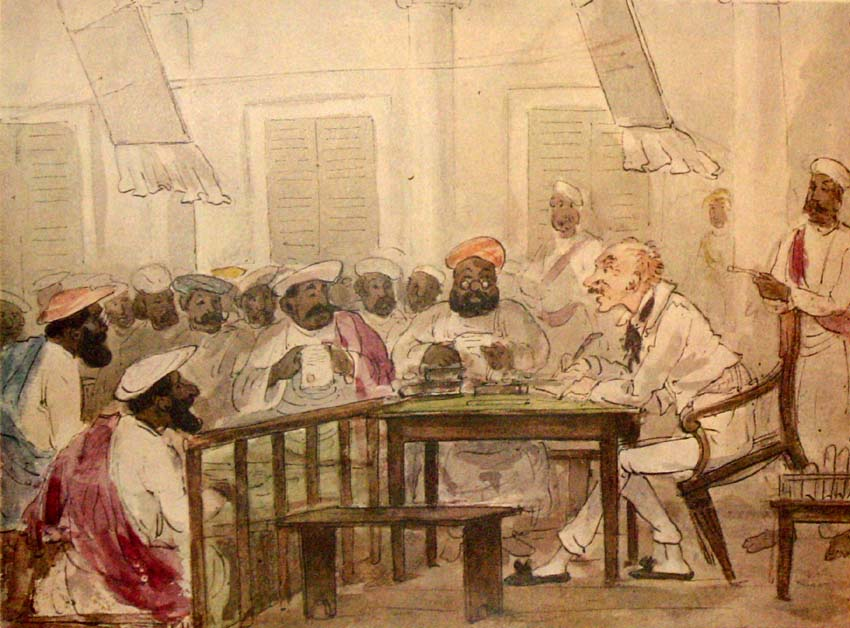
Sur cette lithographie de propagande de 1858, le juge est le seul Anglais du tribunal.

Le droit anglo-hindou est un ensemble de normes historiquement appliquées dans l'Inde britannique. Elles ont été élaborées à l'initiative des tribunaux coloniaux ayant commandé des traductions et des exégèses de textes anciens à des savants locaux dès 1772. Ce droit est dès lors appliqué en tant que statut personnel aux habitants autres que musulmans, auxquels incombait le droit anglo-mahométan.